# Pieter de Ring

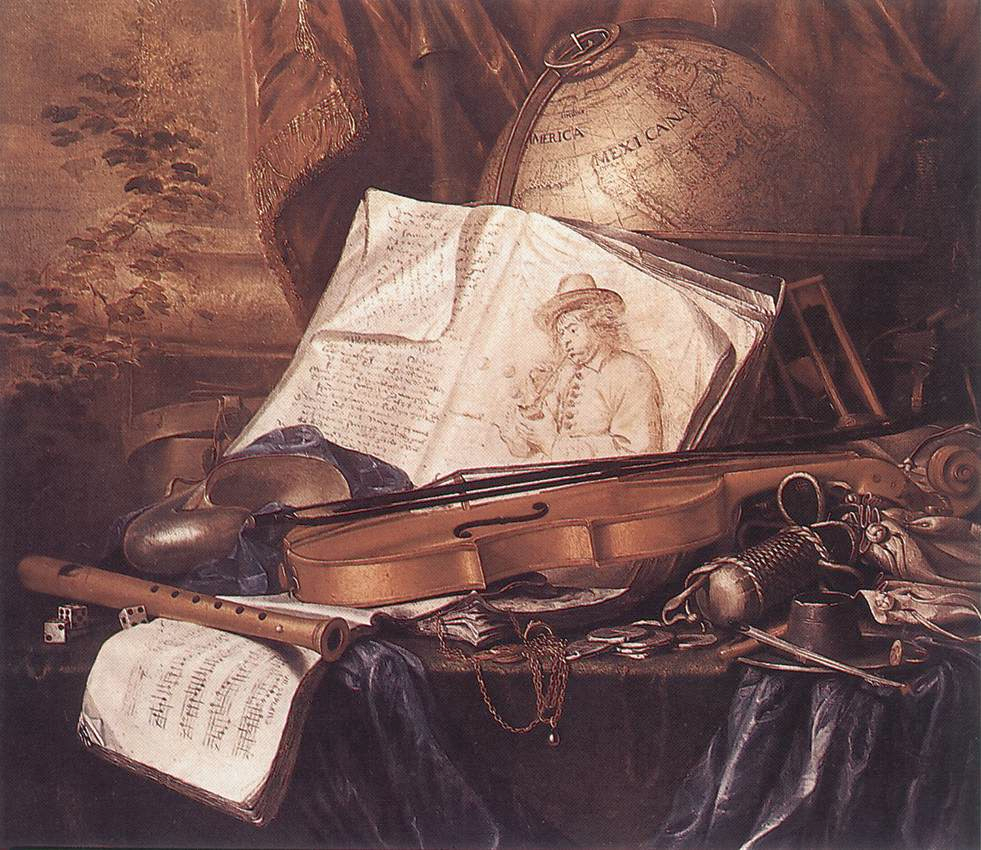
Stilleven met muziekinstrumenten

Pieter de Ring (1615/1620, Ieper? –  22 september 1660, Leiden) was een schilder van stillevens. Hij werd beroemd vanwege zijn rijke, opzichtige banketstukken met fruit, citroenen, kreeften, garnalen, oesters, kleedjes, muziekinstrumenten, boeken en kostbaarheden als een nautilusschelp of Chinees porselein. Vaak signeerde hij met een ring of met de gelatiniseerde vorm van zijn naam, P.Ab.Annulo. 

## Biografie
De Ring is waarschijnlijk geboren in Ieper, zoals zijn moeder, maar de archieven van die stad zijn in augustus 1914, tijdens de Eerste Wereldoorlog, verloren gegaan. De familie is naar Leiden verhuisd, zoals zoveel Vlaamse textielwerkers. In zijn jeugd was hij een metselaar en tekende 's avonds. Toen de gang vol schilderijen hing, ging hij in de leer bij Jan Davidsz. de Heem, met toestemming van zijn grootvader. In 1647 werd hij lid van het gilde van Sint Lucas. De Ring behoorde tot de oprichters, evenals Gabriel Metsu en Jan Steen. 

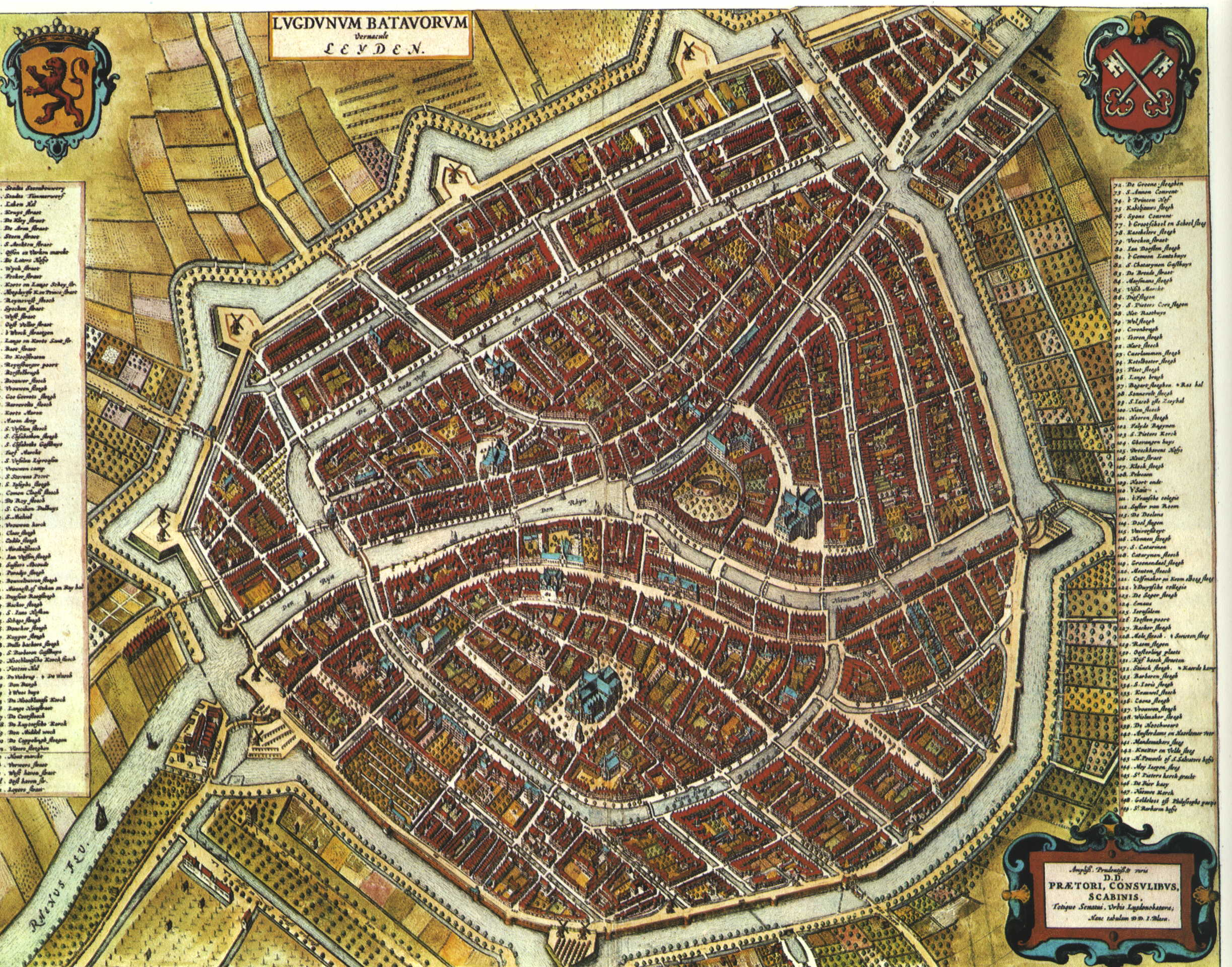
Kaart van Leiden door Blaeu in 1652

Pieter de Ring is nooit getrouwd, heeft nooit een huis gekocht, en geen testament achtergelaten. In 1657 woonde hij op het Hogewoerd in het Wapen van Gent, maar hij werd begraven vanuit een huis in de Nonnensteeg, naast het Academiegebouw. Vanuit zijn atelier had hij een fraai uitzicht op de Leidse Hortus Botanicus, ontworpen door Clusius. Hij is begraven in de Pieterskerk. Na zijn overlijden is een penning geslagen. 

Zijn familieleden die ook naar Leiden waren getrokken werkten allen in de lakenindustrie. Dat hij goed tafelkleden kon schilderen heeft daar mogelijk mee te maken. Zijn werk verraadt de invloed van Willem Claesz Heda. 

## Bron
- Moes, E.W. (1888) Pieter de Ring. In: Oud-Holland VI, p. 175-182.

- Biografisch Portaal: 29682791
- Digitale Bibliotheek voor de Nederlandse Letteren: ring008
- RKD-Nederlands Instituut voor Kunstgeschiedenis: 67085
- Union List of Artist Names: 500011186
- Virtual International Authority File: 95749117